# Nabil El Zhar
Nabil El Zhar (Alès, 27 augustus 1986) is een Franse-Marokkaans voetballer die doorgaans als aanvallende middenvelder speelt. Hij verruilde CD Leganés in september 2019 in voor Al-Ahli SC. El Zhar debuteerde in 2008 in het Marokkaans voetbalelftal.

## Loopbaan
El Zhar debuteerde in het betaald voetbal in het shirt van Liverpool. Daarvoor scoorde hij op 31 oktober 2007 zijn eerste doelpunt, tijdens een wedstrijd tegen Cardiff City. El Zhar speelde de meeste van zijn wedstrijden voor de reserves van Liverpool.

## Nationaal team
In 2005 behoorde El Zhar tot een Marokkaans jeugdelftal dat op de WK tot de halve finale kwam. Hij debuteerde in 2008 in het Marokkaans voetbalelftal en scoorde zijn eerste interlandgoal in een vriendschappelijk duel tegen België (4-1-overwinning).
1 Soriano ·
2 Altimira ·
3 Sáenz ·
4 Porozo ·
5 Tapia ·
6 González  ·
7 Rodríguez ·
8 Cissé ·
9 De la Fuente ·
10 Raba ·
11 Cruz ·
12 Rosier ·
13 Dmitrović ·
14 Brašanac ·
15 Franquesa ·
17 Neyou ·
18 Haller ·
19 D. García ·
20 Hernández ·
21 López ·
22 Nastasić ·
23 El Haddadi ·
24 Chicco ·
27 N. García ·
36 Abajas ·
Coach: Jiménez